# Crossbones (série télévisée)
Pour l’article homonyme, voir Crossbones pour le personnage de l'univers Marvel.
Crossbones est une série télévisée américaine en neuf épisodes de 42 minutes créée par Neil Cross, James V. Hart et Amanda Welles, et diffusée entre le 30 mai, et le 2 août 2014 sur le réseau NBC et en simultané au Canada sur le réseau Global. Elle est basée sur le roman The Republic of Pirates par Colin Woodard.
En France, la série a été diffusée du 28 février au 14 mars 2015 sur Ciné+ Premier puis dès le 14 novembre 2015 sur France Ô. Elle reste inédite dans les autres pays francophones.

## Synopsis
En l'an 1729, le célèbre pirate Barbe Noire (John Malkovich) dirige New Providence, un État voyou de pirates dans les Bahamas. Son pouvoir absolu est cependant menacé lorsque le gouvernement britannique engage un assassin doué pour infiltrer sa bande de brigands maraudeurs et le tuer.

## Distribution

### Acteurs principaux
- John Malkovich (VF : Dominique Collignon-Maurin) : Edward « Barbe noire » Teach
- Richard Coyle : Tom Lowe
- Claire Foy (VF : Maia Baran) : Kate Balfour
- Yasmine Al Massri : Selima El Sharad
- David Hoflin (en) : Charles Rider
- Chris Perfetti (en) : Tim Fletch
- Tracy Ifeachor : Nenna Ajanlekoko

### Acteurs récurrents
- Peter Stebbings : James Balfour
- Julian Sands : William Jagger (8 épisodes)
- Ezra Buzzington (en) : Oswald Eisengrim (8 épisodes)
- Henry Hereford (en) : Frederick Nightingale (7 épisodes)
- Natalie Blair (en) : Rose Dryden (7 épisodes)
- Lauren Shaw / Aimee Mullins : Antoinette / la femme en blanc
- Michael Desante : Callow (4 épisodes)
- Marisé Alvarez : Nelly (4 épisodes)
- Abner Caraballo : British Soldier (4 épisodes)
- Reema Sampat : Trollop (4 épisodes)

### Invités
- Emilien De Falco : Alain Mersault (épisodes 1 et 2)
- Kevin Ryan (en) : John Finnegan (épisodes 1, 2 et 4)
- Daniel Jenkins (en) : Captain Dundas (épisode 1)
- Nick Mennell (en) : Richard Lester (épisode 1)
- Stuart Wilson : capitaine Sam Valentine (épisode 2)
- Michael Berresse (en) : Captain Harris (épisodes 7 et 8)
- Timothy Britten Parker (en) : General Cornish (épisode 9)
- Gilluis Pérez (es) : James (épisode 9)

Doublage : Mediadub - D.A. : Jean-François Vlerik ,

## Développement

### Production
Le projet a été présenté à NBC en juin 2011 sous le titre The Republic of Pirates.
Le 14 mai 2012, NBC a commandé la série de dix épisodes sous son titre actuel, prévoyant le début de la production pour l'automne 2012. En janvier 2013, le tournage du pilote n'avait toujours pas débuté.
Le 12 mai 2013, NBC a annoncé que la série sera diffusée à la mi-saison 2013-2014 le vendredi à 22 h. Par contre en décembre 2013, NBC modifie son planning et place la deuxième saison de la série Hannibal dans cette case horaire pour février 2014. Elle est finalement diffusée à partir du 30 mai 2014.
Le 24 juillet 2014, à la suite des mauvaises audiences, NBC annule la série en déplaçant la diffusion des deux derniers épisodes le samedi 2 août. Seulement neuf épisodes ont finalement été tournés.

### Casting
En novembre 2012, Hugh Laurie était en pourparlers afin de décrocher le rôle principal d'Edward Teach (Blackbeard).
Le 11 mars 2013, John Malkovich a obtenu le rôle principal de Barbe Noire.
En septembre 2013, les auditions ont repris : Richard Coyle, Claire Foy et Tracy Ifeachor, David Hoflin (en) et Yasmine Al Massri, Ezra Buzzington (en), Stuart Wilson, Julian Sands et Kevin Ryan.

### Tournage
La série, se déroulant à New Providence dans les Bahamas, a été tournée à Porto Rico.

## Fiche technique
- Scénariste du pilote : Neil Cross
- Réalisateur du pilote : David Slade
- Producteurs exécutifs : Walter Parkes, Laurie MacDonald, Ted Gold, Marc Rosen et Neil Cross.
- Société de production : Reliance Entertainment/Motion Picture Capital, Universal Media Studios et Parkes/MacDonald Productions.

## Épisodes
| № | Titre                                                       | Réalisation          | Scénario                                                                                | Première diffusion | Diffusion française | Audience (millions) |
| - | ----------------------------------------------------------- | -------------------- | --------------------------------------------------------------------------------------- | ------------------ | ------------------- | ------------------- |
| 1 | L'Île aux pirates The Devil's Dominion                      | David Slade          | Neil Cross (en), James V. Hart et Amanda Welles                                         | 30 mai 2014        | 28 février 2015     | 4,91                |
| 2 | Double Jeu The Covenant                                     | Ciaran Donnelly (en) | Blake Masters                                                                           | 6 juin 2014        | 28 février 2015     | 3,64                |
| 3 | L'homme qui a tué barbe-noire The Man Who Killed Blackbeard | Steve Shill (en)     | Neil Cross                                                                              | 20 juin 2014       | 28 février 2015     | 2,95                |
| 4 | Antoinette                                                  | Daniel Attias        | Histoire : Elizabeth Sarnoff et Michael Oats Palmer Mise en scène : Michael Oats Palmer | 27 juin 2014       | 7 mars 2015         | 2,19                |
| 5 | Retour en Jamaïque The Return                               | Terry McDonough (en) | Michael Oates Palmer                                                                    | 11 juillet 2014    | 7 mars 2015         | 2,6                 |
| 6 | L'Opération de Barbe-noire A Hole in the Head               | Deran Sarafian       | Josh Friedman                                                                           | 18 juillet 2014    | 7 mars 2015         | 2,52                |
| 7 | Le Quémandeur Beggarman                                     | Dan Attias           | Neil Cross                                                                              | 25 juillet 2014    | 14 mars 2015        | 2,41                |
| 8 | L'Assaut Crossbones                                         | Deran Sarafian       | Neil Cross                                                                              | 2 août 2014        | 14 mars 2015        | 1,54                |
| 9 | Confrontation finale Blackbeard                             | Ciaran Donnelly      | Neil Cross                                                                              | 2 août 2014        | 14 mars 2015        | 1,57                |

## Accueil
Le pilote a été vu par 4,91 millions de téléspectateurs et 919 000 téléspectateurs au Canada. Les audiences américaines se sont poursuivies sous la barre de trois millions, et sous les deux millions pour les deux derniers épisodes diffusés un samedi.